# Архипов, Александр Александрович
Алекса́ндр Алекса́ндрович Архи́пов (27 декабря 1858 (8 января 1859) — 30 сентября 1922) — генерал-лейтенант Российской императорской армии. Участник Первой мировой войны, кавалер Георгиевского оружия (1915). После Октябрьской революции был мобилизован большевиками, затем эмигрировал в Германию.

## Биография
Родился 27 декабря 1858 года. По вероисповеданию — православный. После обучения в Киевской военной гимназии зачислен юнкером 1 сентября 1877 года во 2-е военное Константиновское училище.
8 августа 1879 года окончил военное училище по 1-му разряду с производством в прапорщики в лейб-гвардии Измайловский полк, в котором прослужил следующие 29 лет. 8 апреля 1884 года произведён в подпоручики. В дальнейшем произведён в поручики со старшинством с 1 января 1885 года и в штабс-капитаны — с 30 августа 1891 года. 13 апреля 1897 года произведён в капитаны. На протяжении 9 лет и 9 месяцев командовал ротой в своём полку. 14 апреля 1902 года получил чин полковника и назначен командиром батальона, которым прокомандовал 4 года и 4 месяца. 9 июля 1908 года назначен командиром 28-го пехотного Полоцкого полка. 2 декабря 1911 года «за отличие по службе» произведён в генерал-майоры и назначен командиром 1-й бригады 2-й пехотной дивизии, с зачислением по армейской пехоте.
Принял участие в Первой мировой войне. 29 июля 1914 года назначен командиром бригады 57-й пехотной дивизии. За проявленное в конце августа отличие при прикрытии отхода дивизии в ходе Восточно-Прусской операции, приказом командующего 1-й армией, Высочайше утверждённым 18 марта 1915 года, награждён Георгиевским оружием. 22 апреля 1915 года отчислен от должности командира бригады с назначением в резерв чинов при штабе Двинского военного округа. 7 августа того же года назначен в резерв чинов при управлении дежурного генерала штаба 6-й армии, в дальнейшем переведён в резерв чинов при штабе Петроградского военного округа. 16 апреля 1916 года назначен генералом для поручений при командующем войсками Иркутского военного округа. В 1917 году уволен в отставку с производством в генерал-лейтенанты.
После прихода к власти большевиков был мобилизован в Красную армию. В 1918 году эмигрировал в Германию, на июнь 1921 года находился в лагере Кведлинбург. Скончался 30 сентября 1922 года в русской колонии близ города Целль, где и был похоронен 3 октября того же года.
Александр Александрович Архипов был женат и имел 5 детей. Старший брат — генерал от инфантерии Владимир Александрович Архипов (род. 1855).

## Награды
Александр Александрович Архипов был удостоен следующих наград:
- Георгиевское оружие (18 марта 1915) 
— «за то, что 28 августа 1914 года, будучи назначен прикрывать отход дивизии с позиции под гор. Норденбургом, а затем, при движении своем с позиции, образовать ариергард дивизии, имея под своей командой полк пехоты и дивизион артиллерии, с доблестью и хладнокровием, искусно совершил эту операцию и, не потеряв ни одного орудия, под убийственным огнем противника, охватившего фланги, вывел ариергард через охваченный пожаром гор. Норденбург и привел его на присоединение к главным силам»[4];
- орден Святого Владимира 3-й степени (1913);
- орден Святого Владимира 4-й степени (1909);
- орден Святой Анны 2-й степени (1906);
- орден Святой Анны 3-й степени  (1896);
- орден Святого Станислава 1-й степени с мечами (14 апреля 1915);
- орден Святого Станислава 2-й степени (1905);
- орден Святого Станислава 3-й степени (1889);
- орден Князя Даниила I 4-й степени (Черногория).